# Globi d'oro 1961

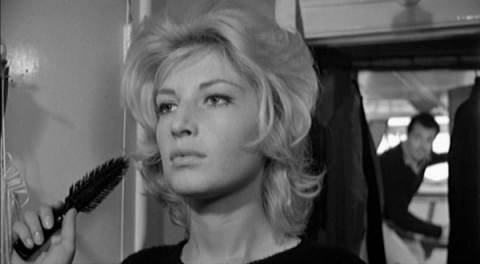
L'attrice Monica Vitti, vincitrice del Globo d'oro alla miglior attrice rivelazione per il film L'avventura.

La cerimonia di premiazione della 2ª edizione dei Globi d'oro si svolse nel 1961. L'opera Rocco e i suoi fratelli di Luchino Visconti vinse il Globo d'oro al miglior film. Gli altri film candidati furono Era notte a Roma di Roberto Rossellini e Kapò di Gillo Pontecorvo.
In tale edizione fu inserita una nuova categoria, il Globo d'oro alla miglior attrice rivelazione, vinto dall'attrice Monica Vitti per il film L'avventura diretto da Michelangelo Antonioni.

## Vincitori e candidati

### Miglior film
- Rocco e i suoi fratelli, regia di Luchino Visconti
- Era notte a Roma, regia di Roberto Rossellini
- Kapò, regia di Gillo Pontecorvo

### Miglior attrice rivelazione
- Monica Vitti - L'avventura